# Pagóry (Kawęczyn)
Pagóry – część wsi Kawęczyn położona w województwie    świętokrzyskim w powiecie buskim w gminie Nowy Korczyn.
W latach 1975–1998 miejscowość administracyjnie należała do województwa kieleckiego.